# L'Allumeur de réverbères
Ne doit pas être confondu avec Allumeur de réverbères ou Groupe d'allumeur de réverbères.
L'Allumeur de réverbères (The Lamplighter) est un roman écrit par Maria Susanna Cummins, publié aux États-Unis en 1854. C'est à l'époque un grand succès de librairie. En France, il est paru la même année.

## Présentation
Premier roman de Maria S. Cummins, L'Allumeur de réverbères est un succès d'édition immédiat : 20 000 exemplaires sont vendus en vingt jours, 65 000 en cinq mois. À l'époque, c'est le deuxième roman le plus vendu après La Case de l'oncle Tom de Harriet Beecher Stowe, publié deux ans plus tôt. Cent mille exemplaires sont vendus en Grande-Bretagne et le roman est traduit dans plusieurs langues. En France, il a été régulièrement réédité jusque dans les années 1960.
Dans une lettre de 1855 adressée à l'éditeur William D. Ticknor, le célèbre Nathaniel Hawthorne (auteur de La Lettre écarlate) écrit à propos de L'Allumeur de réverbères : « Quel est le mystère de ces innombrables éditions de L'Allumeur de réverbères et d'autres livres ni meilleurs ni pires ? ». Dans cette même lettre, il fait cette remarque tristement célèbre : « L’Amérique est maintenant entièrement livrée à cette m.....e clique de gribouilleuses. » (Il avait censuré le mot "maudite"). Il est probable que Nathaniel Hawthorne n'a jamais lu L'Allumeur de réverbères, mais sa lettre atteste aujourd’hui de la célébrité première du roman.

## Résumé
Ce roman d'apprentissage raconte l'histoire de Gertrude Flint, une orpheline abandonnée et maltraitée. À l'âge de huit ans, Trueman Flint, un allumeur de réverbères la sauve de son ignoble tuteur, Nan Grant. Gertrude est élevée avec amour et lui sont enseignées vertus et foi. Elle devient moralisatrice. Adulte, son mariage avec un ami d'enfance la récompense de ses souffrances passées.

## Adaptations
Cinéma
- 1921 : L'Allumeur de réverbères[5], film muet américain de Howard M. Mitchell, avec Shirley Mason et Ethelbert Knott, sorti en France le 12 janvier 1923.

## Éditions françaises
(liste non exhaustive)
- 1854 : L'Allumeur de réverbères : roman américain / par Miss M. S. Cummins[6] ; Paris : C. Meyrueis, 2 vol. in-8°
- 1855 : L'Allumeur de réverbères, traduit par Émile de La Bédollière ; Paris : Gustave Barba, Le Panthéon populaire illustré. T. XIX., 112 p. Lire en ligne sur Gallica :
- 1856 : L'Allumeur de réverbères[7], traduit par MM. Jules Belin de Launay et Ed. Scheffter ; Paris : Hachette, 370 p. ; in-12. Nombreuses rééditions. Lire en ligne sur Gallica :
- 1887 : L'Allumeur de réverbères[8], par Miss Cummins, traduit par Charles Simond ; Paris : H. Lecène et H. Oudin, 237 p. Nombreuses rééditions.
- 1889 : L'Allumeur de réverbères, traduit par MM. Belin de Launay et Éd. Scheffter ; Paris : Librairie Hachette et Cie, 370 p. ; réédition : 1908
- 1939 : L'Allumeur de réverbères[9], traduit par ? , illustrations de Henry Fournier, Paris : Hachette, collection Bibliothèque verte. Nombreuses rééditions.
- 1948 : L'Allumeur de réverbères, par Miss Cummins, illustrations de Henry Fournier, Paris : Hachette, collection Bibliothèque de la jeunesse.
- 1953 : L'Allumeur de réverbères[10], traduit par ?, illustré par Jacques Pecnard, Paris : Hachette, collection Idéal-Bibliothèque, 192 p. Réédité en 1976.
- 1958 : L'Allumeur de réverbères, par M. S. Cummins, Paris : Éditions de la rue des Carmes
- 1958? Traduction ? Illustré par Pierre Problème, Bibliothèque Verte Hachette,  copyright Hachette 1934
- 1960 : L'Allumeur de réverbères[11], illustrations de Cattaneo et Bartoli, Paris : O.D.E.J., Collection J no 33.
- 1966 : L'Allumeur de réverbères, par Miss Cummins,  adaptation: Odile Pidoux, illustrations de B. Bodini, Paris : Éditions des Deux coqs d'or, coll. L'Étoile d'or, no 25, 243 p.

## Sources
- (en) Rebecca Saulsbury : The Lamplighter. The Literary Encyclopedia, 2002
- (en) H. Philip Bolton, Women Writers Dramatized, p. 126–28 (2000)